# Thaumasia
Thaumasia is een geslacht van spinnen uit de  familie van de kraamwebspinnen (Pisauridae).

## Soorten
- Thaumasia abrahami Mello-Leitão, 1948
- Thaumasia annecta Bryant, 1948
- Thaumasia annulipes F. O. P.-Cambridge, 1903
- Thaumasia argenteonotata (Simon, 1898)
- Thaumasia argentinensis Mello-Leitão, 1941
- Thaumasia argyrotypa Chamberlin & Ivie, 1936
- Thaumasia argyrura Mello-Leitão, 1943
- Thaumasia benoisti Caporiacco, 1954
- Thaumasia brunnea Caporiacco, 1947
- Thaumasia decemguttata Mello-Leitão, 1945
- Thaumasia heterogyna Chamberlin & Ivie, 1936
- Thaumasia marginella (C. L. Koch, 1847)
- Thaumasia niceforoi Mello-Leitão, 1941
- Thaumasia rubrosignata (Mello-Leitão, 1943)
- Thaumasia scoparia (Simon, 1888)
- Thaumasia senilis Perty, 1833
- Thaumasia strandi Caporiacco, 1947
- Thaumasia velox Simon, 1898